# Hedwig Hahn
Hedwig Hahn (geborene Trowitzsch; * 18. Oktober 1891 in Frankfurt (Oder); † 16. November 1980 ebenda) war eine deutsche Ärztin in Frankfurt (Oder).

## Leben

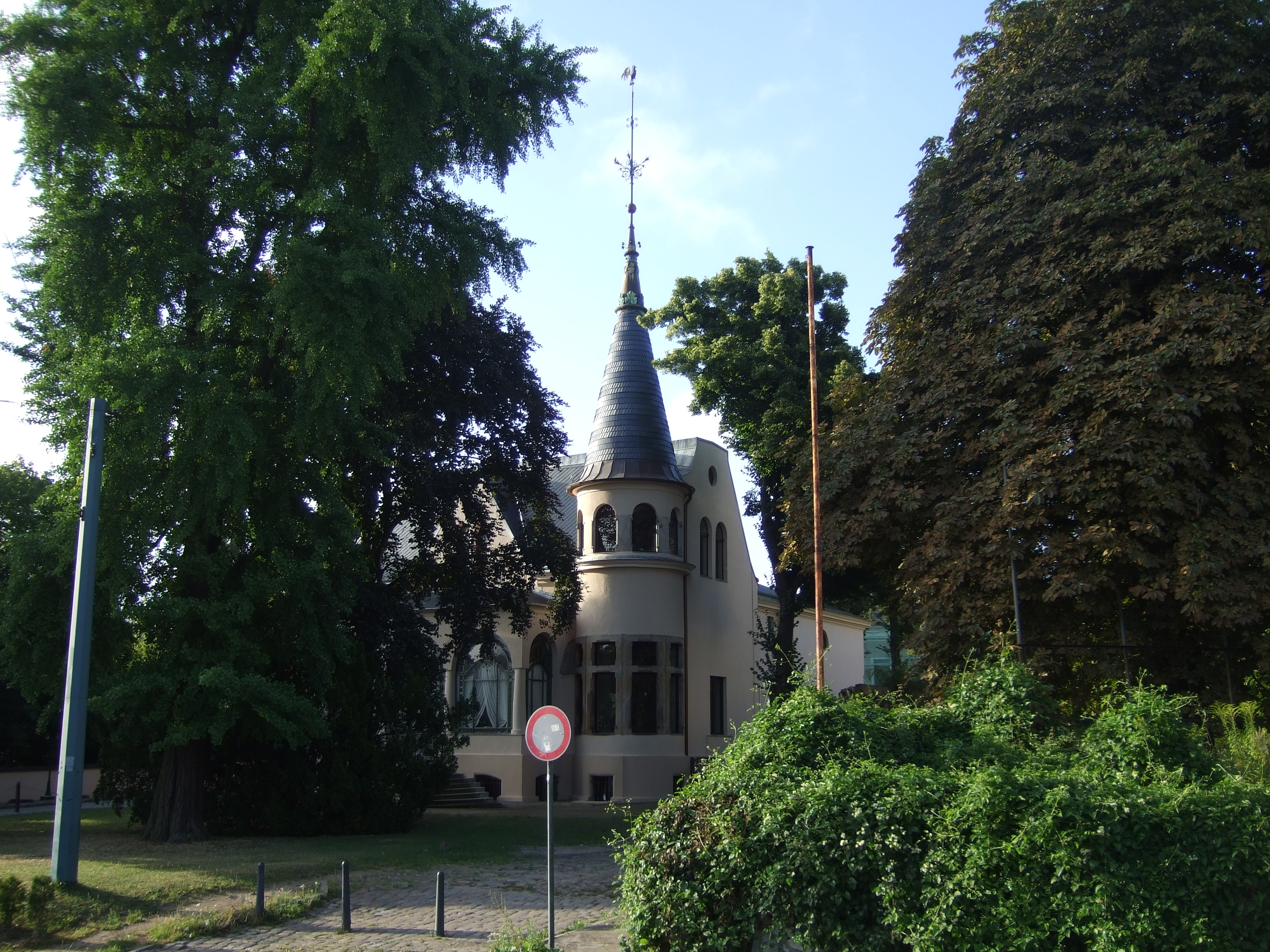
Villa Hahn

Der Vater Eugen Trowitzsch (1854–1904) war Verleger und Stadtrat in Frankfurt (Oder), die Mutter Hedwig geborene von Padberg (1867–1951). Das Mädchen besuchte das Westend-Gymnasium in Berlin und machte dort 1914 Abitur. Danach studierte sie als eine der ersten Frauen in Deutschland Medizin in Halle, München und Würzburg. 1919 promovierte sie mit Die Säuglingssterblichkeit in Würzburg 1905 bis 1914 nach den einzelnen Stadtteilen.
1920 heiratete Hedwig den Mediziner Rudolf Hahn (1892–1962). Sie wurde Assistenzärztin im Krankenhaus in Frankfurt und eröffnete 1921/22 eine Arztpraxis in der Villa ihres Vaters gemeinsam mit ihrem Mann.
Im Frühjahr 1945 half sie vielen Schwerverletzten und Seuchenkranken.
Hedwig Hahn war außerdem Dozentin in der Berufs- und Frauenfachschule in Frankfurt und ehrenamtlich in der Mütterberatung und Säuglingspflege in Frankfurt tätig.
1965 stellte sie den unteren Teil der Villa für das Kabinett der Galerie Junge Kunst zur Verfügung, die nach ihrem Tod 1980 das ganze Gebäude nutzen konnte.
Hedwig und Rudolf Hahn hatten die Söhne Matthias und Winfried Hahn.
2012 wurde die Dr.-Hedwig-Hahn-Straße in Frankfurt (Oder) nach ihr benannt, als eine von vier nach Frauen benannte Straßen der Stadt. Der Hedwigsberg war nach ihrer Mutter benannt worden, danach dann die Straße Am Hedwigsberg.